# Bonaventure Sokambi
Bonaventure Sokambi Taty (Libreville, 29 gennaio 1991) è un calciatore gabonese, attaccante del Mounana e della nazionale gabonese.

## Carriera

### Nazionale
È stato convocato per la Coppa d'Africa 2015 in sostituzione di Mario Lemina, che ha rifiutato la chiamata della nazionale.

## Palmarès

### Club

#### Competizioni nazionali
- Campionato gabonese: 1

Mounana: 2011-2012
- Coupe du Gabon Interclubs: 2

Mounana: 2013, 2015